# Friesenheimer Insel

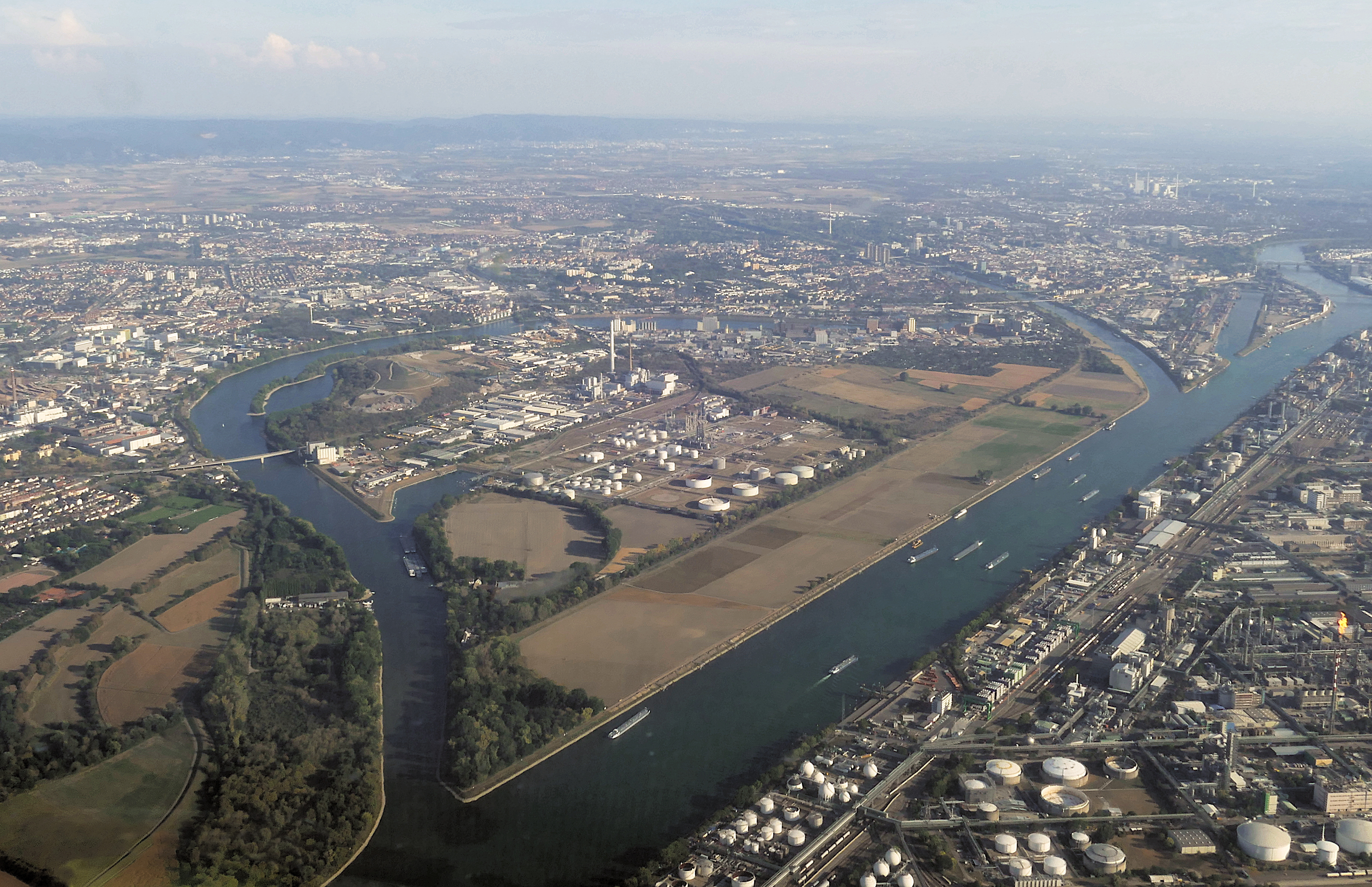
Luftbild der Friesenheimer Insel von Nordwest nach Südost.

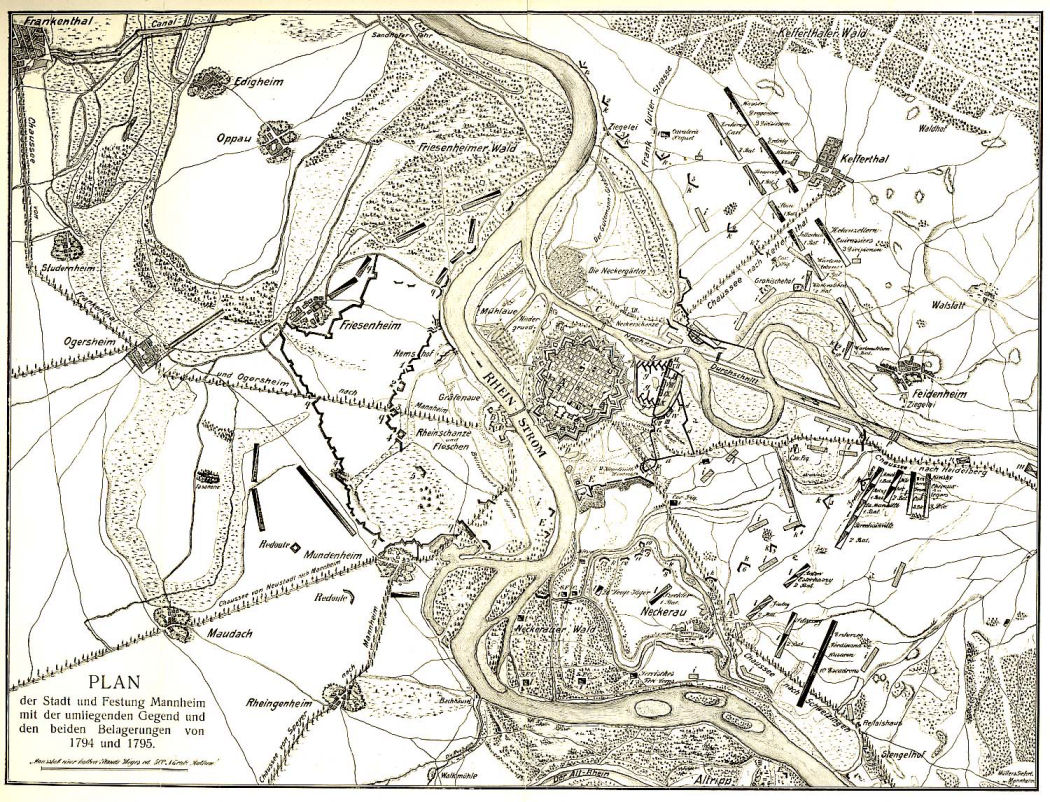
Die heutige Friesenheimer Insel (oben Mitte) als „Friesenheimer Wald“ auf einer Karte von 1794

Die Friesenheimer Insel ist eine durch Flussbaumaßnahmen entstandene Insel im Nordwesten Mannheims im Stadtteil Neckarstadt-West. Die von Rhein, Altrhein und Neckar umschlossene Insel entstand im Rahmen der Rheinbegradigung. Sie liegt bei etwa Rheinkilometer 428 bis 431 gegenüber den Industrieanlagen der BASF, die sich entlang des westlichen Rheinufers in Ludwigshafen erstrecken.

## Geschichte
Das Gebiet der heutigen Friesenheimer Insel wurde ursprünglich im Osten bogenförmig vom Rhein umflossen und gehörte früher – vermutlich bis zur französischen Annektierung des linken Rheinufers um 1800 – zu Friesenheim, das heute ein Stadtteil von Ludwigshafen ist. Wie das übrige linke Rheinufer war es später Teil des Departements Donnersberg und geteilt in einen nördlichen Teil, der zu Oppau – heute ebenfalls ein Stadtteil von Ludwigshafen – gehörte, und in einen kleineren südlichen Teil, der weiterhin bei Friesenheim verblieb.
Der „Friesenheimer Durchstich“ schnitt bei der Rheinbegradigung das Gebiet an der Westseite von den Orten ab und machte es zur Insel. Das bedeutete für die Bauern, die dort ihre Äcker hatten, dass sie Fähren einrichten mussten, um ihre Felder weiterhin zu bestellen. Schließlich wurde es, nachdem es 1816 zur bayerischen Pfalz gehörte, 1862 rechtsrheinisch dem Land Baden zugeschlagen.
Der Friesenheimer Durchstich wurde am 20. Juni 1827 begonnen. Als im Jahr 1831 der Leitkanal geöffnet wurde, erwies sich der Untergrund aus einer Schicht von Letten als sehr widerstandsfähig. Dadurch vertiefte und verbreiterte sich zunächst der Kanal durch das fließende Wasser nicht selbständig so, wie es die Techniker berechnet hatten. Stattdessen lagerte sich anfangs so viel Schlamm und Sand ab, dass die Einmündungsstelle immer wieder verstopfte und zur Fertigstellung aufwändige Nachgrabungen erforderlich wurden. Die Eröffnung fand 1862 statt; Korrekturen erfolgten bis in die 1880er Jahre.
in der Folge erhielt im Süden der Neckar ein neues Bett mit Mündung auf der Geraden des Friesenheimer Durchstichs in den Rhein. Nachdem der Altneckar Anfang 1869 abgetrennt war, nahm der Fluss seinen Lauf durch den neuen Neckardurchstich, der 1880 endgültig fertiggestellt war.
Die Stadt Mannheim erwarb 1895 die Friesenheimer Insel von Sandhofen, das damals noch eine selbständige Gemeinde war, und begann mit dem Bau des Industriehafens.

## Infrastruktur, Wirtschaft

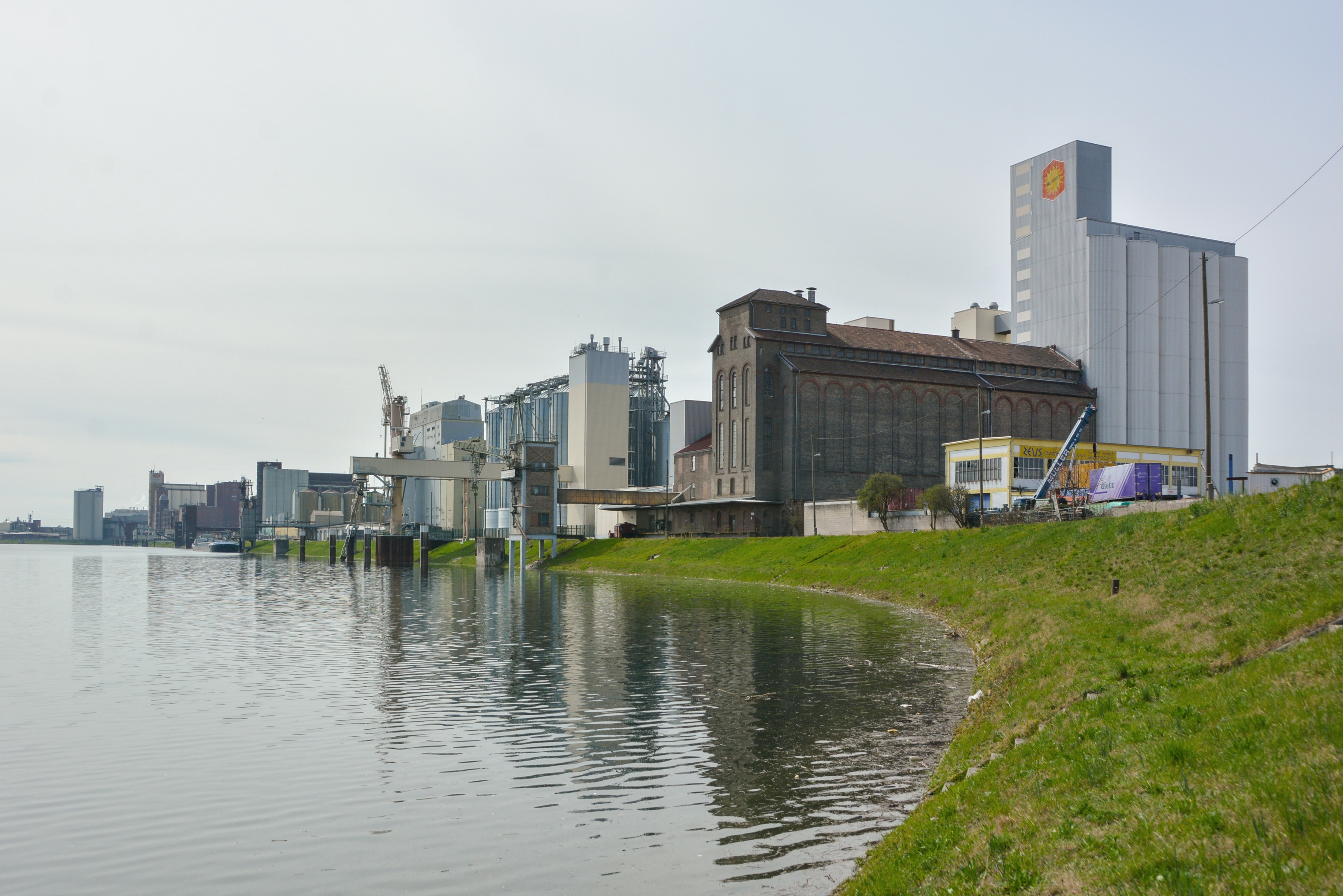
Mühlenufer entlang der Friesenheimer Insel

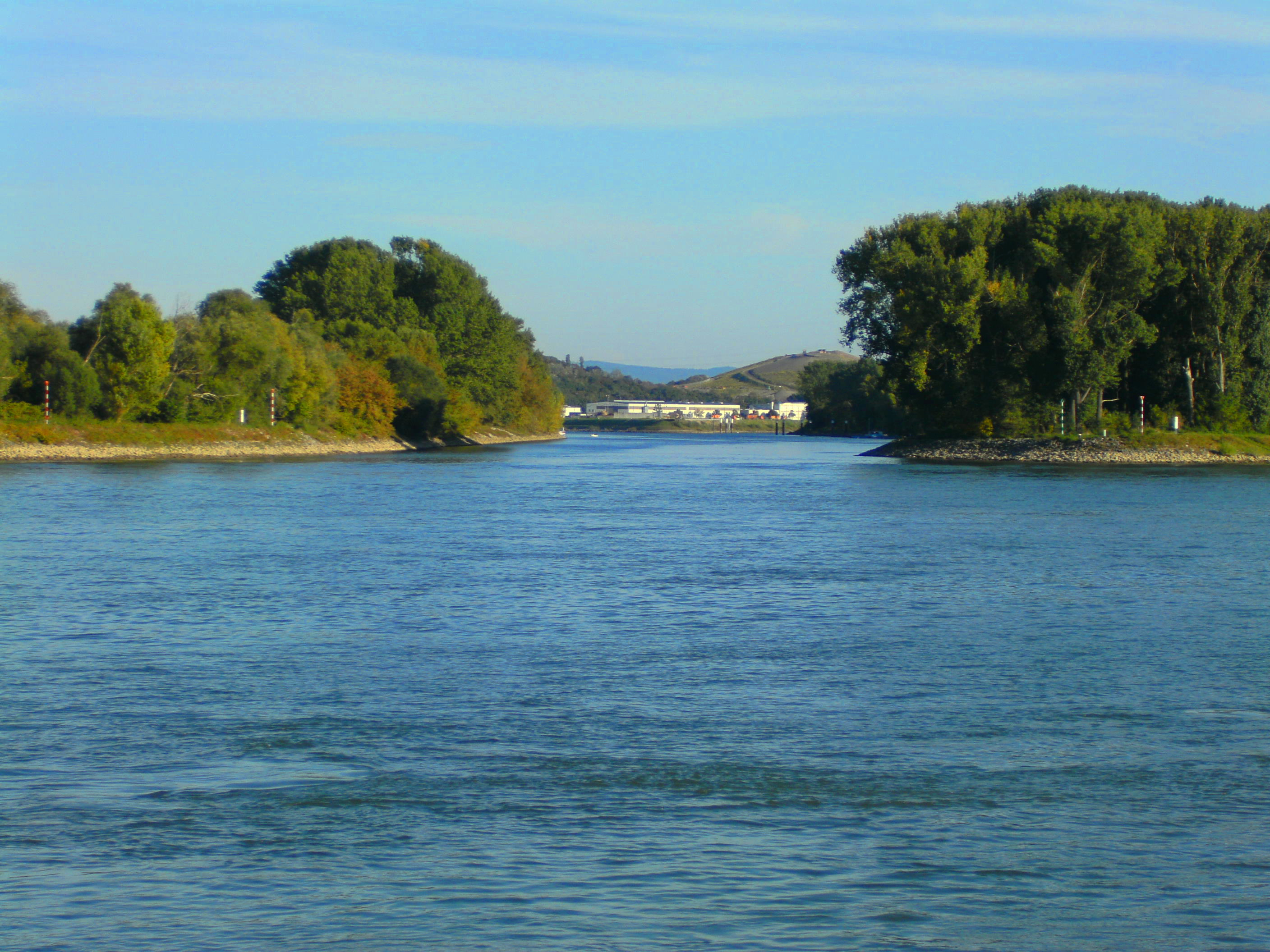
Mündung des Altrheinarms in den Rhein nördlich der Friesenheimer Insel

Die Straßenanbindung der Friesenheimer Insel erfolgt über drei Zufahrten, im Norden (Altrheinbrücke), im Osten (Diffenébrücke) und im Süden (Kammerschleusenbrücke), die Bahnanbindung führt im Osten über die Diffenébrücke. Der Industriehafen, der Altrheinhafen und das „Friesenheimer Becken“ (Ölhafen) liegen an der Friesenheimer Insel. Diese hat unter 1000 Einwohner und ist stark von Industrie und Gewerbe geprägt. Dort befindet sich das Müllheizkraftwerk Mannheim. Eine kommunale Abfallbeseitigungsgesellschaft betreibt eine Reststoffdeponie, die Deponie Friesenheimer Insel. Daneben erhebt sich die überwiegend rekultivierte, ursprüngliche Mülldeponie als Hügel aus dem ansonsten flachen Gelände.
Unternehmen wie BASF (Werk Friesenheimer Insel, ehemalige Erdölraffinerie Mannheim), Newlat GmbH (vormals Birkel), Fuchs Petrolub, GoodMills Deutschland (Hildebrandmühlen Mannheim) oder Pfalzmühle Mannheim (PMG Premium Mühlen Gruppe), Mifuma Futtermittel sowie Bauunternehmen, Abfallverwertungsfirmen u. a. sind dort vertreten. Das Mannheimer BASF-Werk ist per Düker mit dem Hauptwerk in Ludwigshafen verbunden.

## Landschaftsschutzgebiet
Der westliche, noch unbebaute Teil der Friesenheimer Insel mit einer Größe von etwa 1,24 km² wurde 1979 zum Landschaftsschutzgebiet erklärt. Schutzzweck ist insbesondere, „letzte von baulich-gewerblich-industrieller Nutzung noch freie Bestandteile der Friesenheimer Insel, insbesondere die schmale Aue zwischen Neckarmündung und nördlicher Altrheinmündung, in ihrem noch relativ naturnahen Erscheinungsbild sowie auf Grund ihrer ökologischen Funktionen und ihrer Bedeutung als stadtgliedernder Frei- und Erholungsraum zu erhalten.“ (siehe auch: Liste der Landschaftsschutzgebiete in Mannheim)

## Weiteres
Etwa 1,5 Kilometer unterhalb der Neckarmündung befindet sich bei Rheinkilometer 429,5 am Uferweg die ehemalige „Orderstation“. Hier wurden die durchfahrenden Schiffe registriert, den Kapitänen je nach Disposition der Reedereien übermittelt, welcher Hafen anzulaufen und wo welche Ladung aufzunehmen bzw. zu löschen war, oder Post übergeben. Die Orderstation war von etwa 1919 bis in die 1970er Jahre in Betrieb und wurde dann durch moderne Kommunikationsmittel überflüssig.
Im Norden der Friesenheimer Insel verkehrt im Sommerhalbjahr das älteste noch funktionierende Fährschiff Deutschlands, die Altrheinfähre Mannheim, über den Altrhein zwischen der Insel und dem Stadtteil Sandhofen.
In der Nähe des Anlegepunkts der Fähre hat das Tierheim Mannheim seit 1965 sein Domizil auf der Friesenheimer Insel.